# 보가라주 파타비 시타라마야

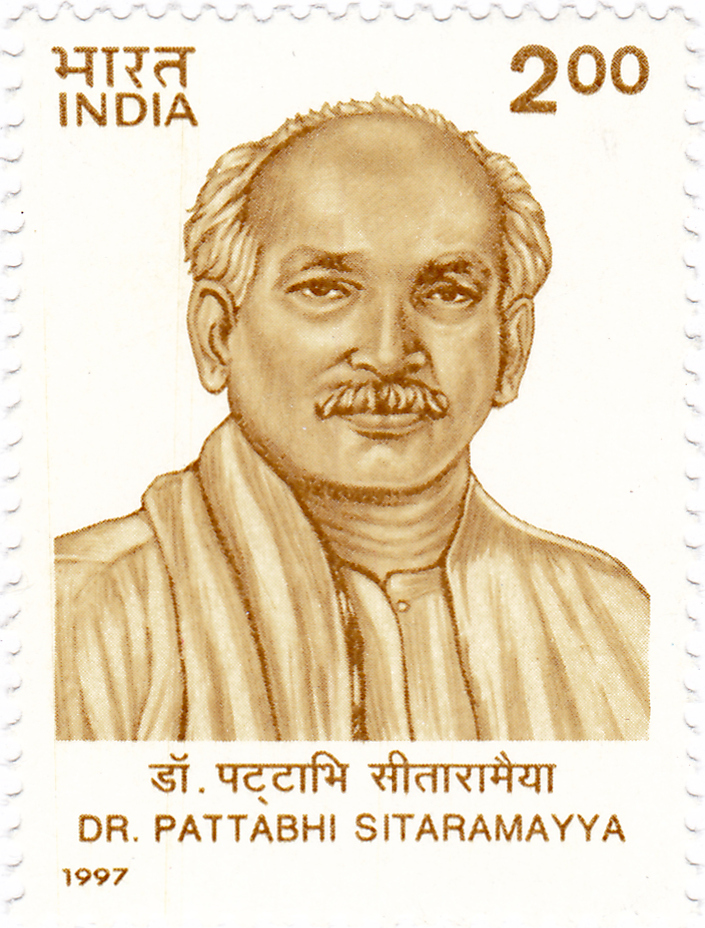
보가라주 파타비 시타라마야

보가라주 파타비 시타라마야(영어: Bhogaraju Pattabhi Sitaramayya, 힌디어: पट्टाभि सीतारमैया, 텔루구어: భోగరాజు పట్టాభి సీతారామయ్య)는 인도 안드라프라데시주의 정치인이다.